# Favela Rocks
Favela Rocks är en kulle i Antarktis. Den ligger i Västantarktis. Inget land gör anspråk på området. Toppen på Favela Rocks är 802 meter över havet.
Terrängen runt Favela Rocks är platt åt nordväst, men åt sydost är den kuperad.  Trakten är obefolkad. Det finns inga samhällen i närheten.